# ورزشگاه گرین پوند رود
ورزشگاه گرین پوند رود (انگلیسی: Green Pond Road) یک ورزشگاه فوتبال در والتامستو، لندن بود.
این ورزشگاه میزبان مسابقه تیم‌های ملی ترکیه و چین در بازی‌های المپیک تابستانی ۱۹۴۸ بوده‌است.

## مسابقه المپیک
| تاریخ      | ساعت  | تیم #1 | نتیجه | تیم #2 | مرحله     | تماشاگر |
| ---------- | ----- | ------ | ----- | ------ | --------- | ------- |
| ۲ اوت ۱۹۴۸ | ۱۸:۳۰ | ترکیه  | ۲–۱   | چین    | مرحله اول | ۳٬۰۰۰   |